# Пороскотень
Пороскотень (укр. Пороскотень) — село, входит в Бучанский район Киевской области Украины.
Население по переписи 2001 года составляло 133 человека. Почтовый индекс — 07850. Телефонный код — 8-04477. Занимает площадь 1 км². Код КОАТУУ — 3221055501.

## Местный совет
07850, Киевская обл., Бородянский р-н, пгт Клавдиево-Тарасово, ул. Карла Маркса, 8

## Достопримечательности
Лес, окружающий село с юга, востока и северо-востока, представляет собой памятник природы общегосударственного значения «Урочище Бабка». Ботанический заказник площадью 78 га, созданный для сохранения дубовых и дубово-грабовых лесов, редких для Киевского Полесья.